# Built for Speed
Built for Speed es el primer álbum estadounidense de la banda "rockabilly" Stray Cats. Fue el álbum con el que consiguieron mayor éxito. Es un recopilatario de doce canciones tomadas de sus dos primeros discos que fueron solo publicados en U.K.

## Lista de canciones
Todas las canciones están compuestas por Brian Setzer menos las indicadas.
1. "Rock This Town" (Brian Setzer, Dave Edmuns) - 3:24
2. "Built for Speed" - 2:53
3. "Rev it Up & Go" - 2:27
4. "Stray Cat Strut" - 3:15
5. "Little Miss Prissy" - 2:59
6. "Rumble in Brighton" (Brian Setzer, Slim Jim Phantom) - 3:11
7. "Runaway Boys" (Brian Setzer, Phantom) - 2:58
8. "Lonely Summer Nights" - 3:16
9. "Double Talkin' Baby" (Danny Wolfe) - 3:02
10. "You don't Believe Me" (Brian Setzer, Phantom, Lee Rocker) - 2:54
11. "Jeanie, Jeanie, Jeanie" (George Motola, Ricky Page) - 2:18
12. "Baby Blue Eyes" (Paul Burlison, Johnny Burnette) - 2:47